# 畠中光成
畠中 光成（はたなか みつなり、1972年6月30日 - ）は、日本の政治家。衆議院議員（1期）、結いの党国会対策委員長、維新の党国会対策筆頭副委員長などを歴任した。

## 経歴
1972年6月30日兵庫県生まれ。関西学院高等部を経て、関西学院大学法学部政治学科卒業。明治生命保険相互会社（現・明治安田生命）に4年間勤務後、退職。1999年、財団法人松下政経塾に入塾（第20期生）。
2003年第43回衆議院議員総選挙は兵庫7区で立候補を準備していたが、現職が社民党の前党首・土井たか子であったため、野党共闘により1か月前に兵庫9区への国替えを余儀なくされた。この選挙で落選、2005年の第44回衆議院議員総選挙でも兵庫9区から立候補（民主党）するも再度落選。再度サラリーマンとして生計を立てながら活動。2009年の第45回衆議院議員総選挙は出馬せず。
2012年の第46回衆議院議員総選挙にて、兵庫7区からみんなの党公認で立候補。80480票を獲得し、小選挙区では敗れるも比例復活で初当選。2013年12月、結いの党結党に参加してみんなの党を離党し、党国会対策委員長、憲法調査会長などに就任。2014年9月、維新の党に参加。党国会対策筆頭副委員長に就任。12月の第47回衆議院議員総選挙では、63856票を獲得するも次点で落選。2016年、維新の党と民主党が合併し結成された民進党に参加。
2017年9月25日、民進党に離党届を提出した。2017年10月の第48回衆議院議員総選挙では希望の党公認で兵庫7区から出馬するも、候補者4人中3番目の得票数で落選。2018年5月、希望の党の解党に伴い無所属となった。
2019年4月に第19回統一地方選挙の一環として行われた兵庫県議会議員選挙に西宮市選挙区から無所属で立候補するも落選した。

## 政策・活動
- 2013年、特定秘密保護法における修正協議担当者[5]。
- 2013年11月3日、NHK日曜討論「与野党激論 どうなる特定秘密保護法案」に出演[6]。
- 2013年11月26日、特定秘密保護法に賛成。
- 2014年4月13日、NHK日曜討論に出演し、集団的自衛権の容認よりも、尖閣諸島周辺などグレーゾーン対応を優先するのが喫緊の課題であり、国会で慎重な議論をすべきと主張[7]。
- 特定秘密保護法案成立後も、同法に対する国会での監視が必要と主張[8]。
- 2014年9月「維新の党」発足に際しては、安全保障政策分野の座長として同党政策をとりまとめる[9]。
- 2012年〜2014年衆議院憲法審査会の幹事として、「選挙権年齢に関するプロジェクトチーム」のメンバーに属し、18歳選挙権に取り組む。[10]
- 2014年度の議員立法発議件数は全議員中第4位[11]。